# Pyrausta tetraplagialis
Pyrausta tetraplagialis là một loài bướm đêm trong họ Crambidae.